# Sedem irskih noči
Sedem irskih noči je šesti studijski album slovenskega glasbenega izvajalca Andreja Šifrerja, izdan leta 1994 pri ZKP RTV Slovenija. Posnet je bil v Westland Studios na Irskem s člani skupine The Dubliners.
Album se je dobro prodajal. Dosegel je zlato naklado (30.000 izvodov).

## Snemanje
V intervjuju za revijo Playboy je leta 2015 Šifrer povedal, kako je prišlo do nastanka albuma:
»Nekoč sva bila z Juretom Robežnikom v Dublinu, on je pa tam poznal nekega gospoda, ki je bil glasbeni urednik, dobili smo se in se malo pogovarjali o glasbi, Jure me je predstavil in potem me je irski sogovornik vprašal, katero irsko glasbo pa poznam, in sem rekel, da Dublinerse. Da tudi sam gojim to kulturo, ta "Seven Drunken Nights", da je to glasba iz moje knjige. Povedal je, da pozna njihovega studijskega kitarista, Desa Moora. Ta Des se je čez nekaj dni okrog poldneva oglasil ves pomečkan in zaspan v mojem hotelu, malo sva se pogovarjala in mislim, da prve pol ure niti ni vedel, kje je in zakaj je tam, potem je pa malo prišel k sebi, povedal, da je bil do petih zjutraj v studiu, in izkazalo se je, da je to eden najprijetnejših ljudi, ki sem jih spoznal v življenju in obenem najboljši studijski kitarist na Irskem. Pa pravi: »Od Dublinersov sta dva ali trije uporabni za v studio, če hočeš irski sound, imam jaz boljše.« In mi je uredil to isto postavo, s katero snema tudi on, se pravi od Dubliners Eammona Campbella in Johna Sheahana.«

## Glasba
Album je posnet v za Irsko značilnem glasbenem slogu irski folk. Pesem "Sedem pijanih noči" je sicer irska narodna pesem, avtorji najbolj znane izvedbe so The Dubliners – to je tudi izvedba, ki jo je Šifrer priredil na besedilo Dušana Velkavrha.
Pesem "Brazgotine srca" je posvečena argentinskim oboževalcem, pred katerimi je nastopil leta 1993 na turneji po Južni Ameriki.

## Promocija
Pesmi z albuma je Šifrer izvajal marca in aprila 1995 na kratki turneji z naslovom Irske noči nad Slovenijo. Trajala je deset dni, zaradi velikega povpraševanja pa je obsegala štirinajst koncertov. Enega od koncertov je posnela RTV Slovenija. Kot spremljevalna skupina je s Šifrerjem nastopala irska skupina Stockton's Wing.

## Seznam pesmi
Vse pesmi je napisal Andrej Šifrer, razen kjer je to navedeno.
| Št. | Naslov                                                                | Dolžina |
| --- | --------------------------------------------------------------------- | ------- |
| 1.  | „Sedem pijanih noči‟ (trad., besedilo: Dušan Velkavrh)                |         |
| 2.  | „"Rock me" Janez‟                                                     |         |
| 3.  | „Najstarejši dojenček na svetu‟                                       |         |
| 4.  | „Na zdravje naših žena‟                                               |         |
| 5.  | „A jaz izgubljam‟                                                     |         |
| 6.  | „Samo še tebe imam‟                                                   |         |
| 7.  | „Kdo molze tvoje solze‟                                               |         |
| 8.  | „Malokdaj se srečava‟ (glasba: Mojmir Sepe, besedilo: Gregor Strniša) |         |
| 9.  | „Fantje moji, ni problema‟                                            |         |
| 10. | „Brazgotine srca‟                                                     |         |

## Zasedba
- Andrej Šifrer — vokal
- Des Moore — kitara
- Eamonn Campbell — kitara
- John Sheahan — violina, mandolina